# Торки

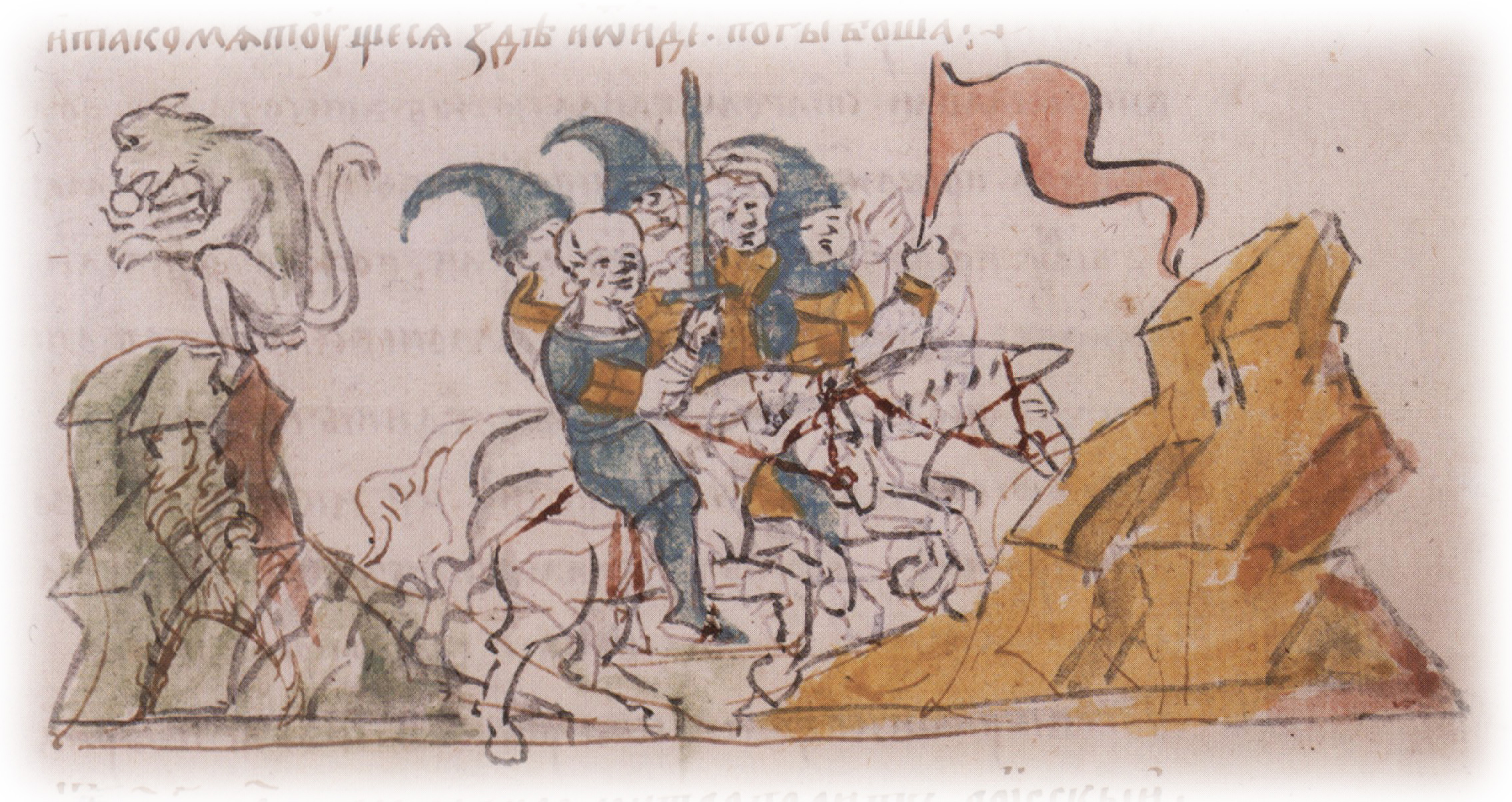
1121 рік — торки і берендеї втікають з Русі: «В то же лето бежаша торци берендичи из Руское земли, и тако мятущеся зде и отиде, погыбоша». Мініатюра Радзивілловського літопису (13-15 ст.).

Торки — літописна назва тюркомовних племен огузів (узів), які наприкінці ІХ — на початку Х століття кочували в степах на північ від Аральського та Каспійського морів аж до дельти Волги.
Наприкінці Х століття окремі групи торків почали переходити на Приазов'я.
У середині ХІ століття, торки, яких тіснили зі сходу половці, перекочували в Північне Причорномор'я, де були розбиті руськими князями, однак невдовзі попросились на правах конфедератів до руських князів, і ті взяли войовничих степовиків охороняти свої рубежі. Війська торків і берендеїв стали неодмінною частиною війська руських князів.

## Перші контакти із торками
965 року Святослав Ігорович вирушив у похід на волзьких булгарів і хозарів. У його війську вже йшли кінні полки степовиків-торків. У поході Володимира Великого на волзьких булгар 985 року торки брали участь як союзники. В розгромі печенігів, які докучали Русі, велику роль зіграли торки. До 50000 цих воїнів завжди були в розпорядженні київських князів.
З торків стали брати приклад й інші вчорашні кочовики — печеніги, берендеї, черкаси. Всі вони, так чи інакше, поселялись київськими князями на кордоні зі степом у Пороссі.

## Торки і Русь
У середині ХІ століття більші орди торків під тиском половців перекочували на причорноморські степи та Нижнє Подніпров'я, витіснивши звідти на захід печенігів.
1054 року торки вдерлися на Переяславщину, але були розбиті військом переяславського князя Всеволода Ярославича і вдруге 1060 року — спільними силами князів Ізяслава, Всеволода, Святослава Ярославичів та Всеслава Брячиславича полоцького. Після цього одна частина торків переселилася на Балкани у володіння Візантійської імперії, де багато з них загинуло під час воєн та від епідемій. Інша частина з дозволу руських князів, оселилася в басейні річок Росі та Росави (центр — місто Торчеськ) і на півдні Переяславщини. Відомий торк Журбан, який за наказом Ізяслава Ярославича заснував під Васильковом село Кодаки, збудувавши там фортецю і став на охороні південних кордонів київських земель.
В 1146 році племена торків і печенігів були об'єднані руськими князями у військовий союз, відомий за літописами як «чорні клобуки» — через високі чорні шерстяні шапки, яка нагадувала руським головний убір православного священника. Чорні клобуки стають прикордонниками раннього руського Середньовіччя, які несли службу за князівську платню. Щобільше, сини руських князів все частіше проходять бойове хрещення, очолюючи полки саме чорних клобуків. Ось так чорні клобуки, йдучи з руськими на половців, описуються в «Слові о полку Ігоревім»:
«А мои ти куряни свѣдоми къмети:
подъ трубами повити,
подъ шеломы възлелѣяны,
конець копїя въскръмлени,
пути имь вѣдоми,
яругы имъ знаєми,
луци у нихъ напряжени,
тули отворени,
сабли изъострени;
сами скачють, акы сѣрыи влъци въ полѣ,
ищучи себе чти, а князю славѣ».
Головним ворогом Русі, торків і печенігів на довгий час стали кочові племена половців. Руські князі за допомогою чорних клобуків неодноразово відбивали їх, поки ті не пішли з історичної сцени.

## Кінець торків
В першій половині ХІІІ століття з євразійських степів у Європу вторгнулись монголи. Перед новим ворогом руські князі об'єдналися з половцями, які самі попросили союзу, проте об'єднані сили були розбиті в битві на Калці у 1223 році. Це сталось зокрема і через те, що інша частина половців перейшла на сторону загарбників.
У 1236 році монголи вдруге прийшли в Європу, підкорили волзьких булгар, половців та руські князівства разом із союзними їм чорними клобуками. Тих, хто вижив, поневолили й змусили служити своїм інтересам.
Під час навали хана Батия на Україну (1240) та облоги Києва, загинула велика частина торків, їх залишки татари переселили на Волгу, а решта асимілювалася з місцевим населенням.

## Спосіб життя
Торки не орали і не сіяли, чоловіки несли сторожову службу на кордоні, жінки займались домом і дітьми. Родові клани називались у торків куренями. Характерним є їх зовнішній вигляд — торки ходили в широких сорочках, але заправлених — на відмінну від руських — в просторі шаровари, носили широкі пояси. Торки були вислоусими (мали обвислі, опущені вуса), голились наголо, залишаючи тільки широкий і довгий чуб на тімені. Руських мечів вони не визнавали — в бою бились легкими шаблями, якими володіли досконало. Всі як один були віртуозними вершниками. Під час битви лице закривали, як забралом, сталевою личиною, часто схожою на лице самого воїна. У знайдених на розкопках личинах торків археологи виявили зображені вуса і чуб. Торки летіли в атаку з довгими списами, здалеку лякаючи охолоджуючим душу «гиканням», а їх улюбленим прийомом був обхід противника з двох сторін «лавиною».

## Спадщина
Торки залишили по собі чимало слідів у топоніміці України, зокрема: річки — Казенний Торець, Кривий Торець, Сухий Торець, Торч; міста — Торецьк, Тор (назва міста Слов‘янськ до 1784 року), а також археологічна пам'ятка IX—XIII ст. городище Торчеськ; села — Торець, Торки, Торків, Торське (Чортківський район), Торецьке, Торське, Торчин, Торчиця, Торчицький Степок.
У місті Дніпро є вулиця Торська.